# Espendi
Espendi (en grec antic: Σπένδιος, llatí: Spendius) fou un dels caps de la revolta dels mercenaris cartaginesos al final de la Primera Guerra Púnica (241 aC). Era nat a Càpua, i va ser esclau dels romans i es va escapar entrant com a mercenari cartaginès, i aviat es va destacar per la seva valentia.
Al final de la Primera Guerra Púnica va incitar el descontentament dels mercenaris i va ser un dels dirigents del motí quan les recompenses per la campanya van ser retingudes pels opositors polítics d'Hamílcar Barca dins l'aristocràcia (241 aC).
Després d'això els caps van tenir por del que podia passar si finalment els amotinats es rendien i així quan Giscó va anar al campament dels mercenaris amb poders per satisfer les seves demandes, Mató i Espendi, van rebutjar els oferiments. Els mercenaris van nomenar als dos caps com a generals. El seu objectiu primordial era fer el conflicte irreversible i així Giscó fou capturat així com altres ambaixadors cartaginesos, i empresonats, i després es va declarar la guerra Cartago i es van enviar missatgers als númides per impulsar-los a lluitar per la seva independència, cosa que es va aconseguir fàcilment i així van dominar quasi tot el país, i només les ciutats d'Útica i Hipona van romandre lleials a Cartago i foren assetjades pels mercenaris.
El comandament contra els rebels es va donar al general (i cap aristocràtic) Hannó, que no va aconseguir res i encara Mató i Espendi van capturar el seu camp. Al cap d'un temps Hamílcar Barca fou cridat i va haver d'agafar el comandament de les forces lleials. Hamílcar només disposava de 10.000 homes i 70 elefants però en una batalla va forçar el pas del riu Bàgrades, va derrotar els mercenaris en una batalla amb gran mortaldat i va recuperar les comunicacions amb l'interior del país, sotmetent moltes ciutats; en un moment d'especial perill el cap númida Naraves es va posar al seu costat en el moment oportú, i amb el seu ajut va poder derrotar a Espendi i un altre cap rebel de nom Autàrit (un gal) i va fer gran nombre de presoners; Hamílcar es va comportar suaument i va deixar que els que estaven penedits tornessin al seu exèrcit, i deixant que els altres tornessin a les seves llars amb la condició de no tornar a agafar les armes contra Cartago.
Davant aquestes mesures Espendi i Mató per consolidar el seu poder van matar els ostatges com el general Giscó i altres presoners; després d'això Hamílcar va matar a tots els presoners que queien a les seves mans. Les victòries d'Hamílcar van quedar compensades per la pèrdua d'Útica i Hipona.
Llavors el general Hannó fou designat associat a Hamílcar en el comandament i les dissensions entre els dos generals van fer que no es pogués obtenir cap bon resultat a la guerra; finalment el govern cartaginès va deixar que l'exèrcit triés el seu cap entre els dos generals, i els soldats van elegir Hamílcar que va romandre com a comandant, encara que es va nomenar un nou comandant associat, que fou Hanníbal, probablement en posició subordinada.
Mentre Espendi i Mató havien fet progressos i es van decidir a assetjar Cartago. Hamílcar llavors va practicar una política de terra cremada darrere les línies dels mercenaris i els va interceptar els seus subministraments, de manera que les forces assetjadores aviat van quedar desproveïdes i van haver d'aixecar el setge. Espendi, que tenia un exèrcit superior al d'Hamílcar, va decidir enfrontar-se al general cartaginès, però aquest era millor estrateg i va conduir al seu enemic a un lloc posicionament avantatjós per a ell i el va derrotar deixant als mercenaris sense escapatòria.
El mateix Espendi i nou més van anar a veure a Hamílcar per demanar perdó; Hamílcar va acceptar deixar sortir a l'exèrcit de mercenaris sa i estalvi però sense armes, i reservar-se el dret de castigar a deu caps. El pacte fou signat i Espendi i els seus nou acompanyants foren detinguts com a líders; els mercenaris en saber l'empresonament dels deu caps van tornar a agafar les armes però rodejats pels cartaginesos foren massacrats (Polibi parla de 40.000 morts). Espendi i els seus nou companys foren crucificats davant les muralles de Tunis.